# Danube Dragons 2018
Questa voce raccoglie le informazioni riguardanti i Danube Dragons nelle competizioni ufficiali della stagione 2018.

## Maschile

### Prima squadra

#### Austrian Football League 2018

##### Stagione regolare
| Vienna 1º aprile 2018, ore 15:00 3ª giornata | Danube Dragons | 23 – 12 (0-0 7-6 10-0 6-6) referto | Ljubljana Silverhawks | Stadion Stadlau (200 spett.) |

| Vienna 8 aprile 2018, ore 15:00 4ª giornata | Danube Dragons | 7 – 42 (0-7 0-21 0-7 7-7) referto | Vienna Vikings | Stadion Stadlau |

| Ivančna Gorica 21 aprile 2018, ore 15:00 CEST 5ª giornata | Ljubljana Silverhawks | 31 – 28 (14-7 7-14 7-0 3-7) referto | Danube Dragons | Stadion |

| Graz 29 aprile 2018, ore 15:00 Recupero 2ª giornata | Graz Giants | 34 – 21 (0-7 6-14 16-0 12-0) referto | Danube Dragons | Stadion Eggenberg |

| Vienna 6 maggio 2018, ore 15:00 6ª giornata | Danube Dragons | 30 – 27 (7-14 0-6 16-0 7-7) referto | Bratislava Monarchs | Stadion Stadlau (1000 spett.) |

| Mödling 12 maggio 2018, ore 15:00 CEST 7ª giornata | AFC Rangers Mödling | 31 – 41 (7-7 10-14 14-7 0-13) referto | Danube Dragons | Stadion Mödling (200 spett.) |

| Dúbravka 27 maggio 2018, ore 14:00 CEST 8ª giornata | Bratislava Monarchs | 12 – 38 (0-7 12-14 0-14 0-3) referto | Danube Dragons | Stadion SKP Dubravka |

| Vienna 3 giugno 2018, ore 15:00 CEST 9ª giornata | Danube Dragons | 61 – 28 (15-0 21-14 13-7 12-7) referto | Traun Steelsharks | Stadion Stadlau (500 spett.) |

| Innsbruck 16 giugno 2018, ore 18:00 CEST 10ª giornata | Tirol Raiders | 47 – 21 (14-7 14-14 9-0 10-0) referto | Danube Dragons | Tivoli-Neu Stadion (2300 spett.) |

| Vienna 24 giugno 2018, ore 16:00 Recupero 1ª giornata | Danube Dragons | 21 – 16 (7-7 7-0 0-3 7-6) referto | Tirol Raiders | Stadion Stadlau (500 spett.) |

##### Playoff
| 1º luglio 2018, ore 12:00 Wild Card | Danube Dragons | 21 – 18 (14-0 0-3 7-15 0-0) referto | AFC Rangers Mödling | (1000 spett.) |

| 7 luglio 2018, ore 19:00 | Tirol Raiders | 49 – 21 (14-0 14-14 14-7 7-0) referto | Danube Dragons | (500 spett.) |

#### Statistiche di squadra
| Competizione      | %Vittorie | In casa | In casa | In casa | In casa | In casa | In casa | In trasferta | In trasferta | In trasferta | In trasferta | In trasferta | In trasferta | Totale | Totale | Totale | Totale | Totale | Totale |
| Competizione      | %Vittorie | G       | V       | N       | P       | Pf      | Ps      | G            | V            | N            | P            | Pf           | Ps           | G      | V      | N      | P      | Pf     | Ps     |
| ----------------- | --------- | ------- | ------- | ------- | ------- | ------- | ------- | ------------ | ------------ | ------------ | ------------ | ------------ | ------------ | ------ | ------ | ------ | ------ | ------ | ------ |
| Stagione regolare | .600      | 5       | 4       | 0       | 1       | 142     | 125     | 5            | 2            | 0            | 3            | 149          | 155          | 10     | 6      | 0      | 4      | 291    | 280    |
| Playoff           | .500      | 1       | 1       | 0       | 0       | 21      | 18      | 1            | 0            | 0            | 1            | 21           | 49           | 2      | 1      | 0      | 1      | 42     | 67     |
| Totale            | .583      | 6       | 5       | 0       | 1       | 163     | 143     | 6            | 2            | 0            | 4            | 170          | 204          | 12     | 7      | 0      | 5      | 333    | 347    |

### Seconda squadra

#### AFL - Division IV 2018

##### Stagione regolare
| 15 aprile 2018, ore 15:00 2ª giornata | Air Force Hawks | 7 – 31 (0-7 0-10 0-14 7-0) referto | Danube Dragons 2 |  |

| 29 aprile 2018, ore 15:00 3ª giornata | Danube Dragons 2 | 0 – 31 (0-0 0-10 0-14 0-7) referto | Fehérvár Enthroners |  |

| 19 maggio 2018, ore 15:00 5ª giornata | Carnuntum Legionaries | 0 – 23 (0-13 0-7 0-3 0-0) referto | Danube Dragons 2 |  |

| 10 giugno 2018, ore 15:00 6ª giornata | Danube Dragons 2 | 55 – 15 (14-0 13-8 21-0 7-7) referto | Vikings Super Seniors |  |

| 17 giugno 2018, ore 15:00 7ª giornata | Klosterneuburg Broncos | 13 – 31 (7-7 6-14 0-0 0-10) referto | Danube Dragons 2 |  |

| 1º luglio 2018, ore 15:00 8ª giornata | Danube Dragons 2 | 16 – 14 (6-0 7-7 0-7 3-0) referto | Carnuntum Legionaries |  |

##### Playoff
| 14 luglio 2018, ore 15:00 Semifinale | Upper Styrian Rhinos | 14 – 10 (0-0 7-3 0-0 7-7) referto | Danube Dragons 2 |  |

#### Statistiche di squadra
| Competizione      | %Vittorie | In casa | In casa | In casa | In casa | In casa | In casa | In trasferta | In trasferta | In trasferta | In trasferta | In trasferta | In trasferta | Totale | Totale | Totale | Totale | Totale | Totale |
| Competizione      | %Vittorie | G       | V       | N       | P       | Pf      | Ps      | G            | V            | N            | P            | Pf           | Ps           | G      | V      | N      | P      | Pf     | Ps     |
| ----------------- | --------- | ------- | ------- | ------- | ------- | ------- | ------- | ------------ | ------------ | ------------ | ------------ | ------------ | ------------ | ------ | ------ | ------ | ------ | ------ | ------ |
| Stagione regolare | .833      | 3       | 2       | 0       | 1       | 71      | 60      | 3            | 3            | 0            | 0            | 85           | 20           | 6      | 5      | 0      | 1      | 156    | 80     |
| Playoff           | .000      | 0       | 0       | 0       | 0       | 0       | 0       | 1            | 0            | 0            | 1            | 10           | 14           | 1      | 0      | 0      | 1      | 10     | 14     |
| Totale            | .714      | 3       | 2       | 0       | 1       | 71      | 60      | 4            | 3            | 0            | 1            | 95           | 34           | 7      | 5      | 0      | 2      | 166    | 94     |

## Femminile

### AFL - Division Ladies 2018

#### Stagione regolare
| 2 settembre 2018, ore 15:00 1ª giornata | Danube Dragons Ladies | 30 – 6 (0-6 0-0 16-0 14-0) | Telfs Patriots Ladies |  |

| 16 settembre 2018, ore 14:00 3ª giornata | Salzburg Ducks Ladies | 0 – 42 | Danube Dragons Ladies | (400 spett.) |

| 29 settembre 2018, ore 15:00 4ª giornata | Danube Dragons Ladies | 0 – 46 | Vienna Vikings Ladies |  |

| 20 ottobre 2018, ore 16:00 CEST 6ª giornata | Schwaz Hammers Ladies | 6 – 38 | Danube Dragons Ladies |  |

| 10 novembre 2018, ore 14:00 CEST 8ª giornata | Budapest Wolves Ladies | 6 – 8 | Danube Dragons Ladies |  |

#### Playoff
| Vienna 17 novembre 2018, ore 16:00 Ladies Bowl | Vienna Vikings Ladies | 31 – 14 (6-0 12-0 6-8 7-6) | Danube Dragons Ladies | Footballzentrum Ravelinstraße |

### Statistiche di squadra
| Competizione      | %Vittorie | In casa | In casa | In casa | In casa | In casa | In casa | In trasferta | In trasferta | In trasferta | In trasferta | In trasferta | In trasferta | Totale | Totale | Totale | Totale | Totale | Totale |
| Competizione      | %Vittorie | G       | V       | N       | P       | Pf      | Ps      | G            | V            | N            | P            | Pf           | Ps           | G      | V      | N      | P      | Pf     | Ps     |
| ----------------- | --------- | ------- | ------- | ------- | ------- | ------- | ------- | ------------ | ------------ | ------------ | ------------ | ------------ | ------------ | ------ | ------ | ------ | ------ | ------ | ------ |
| Stagione regolare | .800      | 2       | 1       | 0       | 1       | 30      | 52      | 3            | 3            | 0            | 0            | 88           | 12           | 5      | 4      | 0      | 1      | 118    | 64     |
| Playoff           | .000      | 0       | 0       | 0       | 0       | 0       | 0       | 1            | 0            | 0            | 1            | 14           | 31           | 1      | 0      | 0      | 1      | 14     | 31     |
| Totale            | .667      | 2       | 1       | 0       | 1       | 30      | 52      | 4            | 3            | 0            | 1            | 102          | 43           | 6      | 4      | 0      | 2      | 132    | 95     |